# Talandasht
Talandasht (en persan : تالاندشت romanisé en Tālāndasht) est un village de la province de Kermanshah en Iran. Lors du recensement de 2006, sa population était de 100 habitants répartis dans 19 familles.